# Philip Carteret Hill
Philip Carteret Hill (né le 13 août 1821 à Halifax (Nouvelle-Écosse), décédé le 15 septembre 1894) est un homme politique néo-écossais.
Il fut maire de Halifax de 1861 à 1864 avant de se lancer en politique provinciale comme partisan de la Confédération canadienne en 1867. Il fut Premier ministre de la province de 1875 à 1878.